# Ad usum fabricae
Ad usum fabricae (ovvero: [destinato] ad essere utilizzato nella fabbrica), è una dicitura in lingua latina che, secondo una tradizione italiana, contrassegnava, nel Medioevo, i beni esentati da ogni dazio, perché, ad esempio, destinati alla costruzione delle cattedrali.

## Descrizione
L'espressione nacque nel periodo in cui si rifaceva la Basilica di San Pietro, perché i materiali occorrenti godevano di particolari franchigie. La dicitura veniva apposta sui carri, o sui barconi che risalivano i fiumi; spesso i cartelli contenevano le sole iniziali "A.U.F."
Secondo altri la scritta A.U.F. avrebbe significato Ad urbis fabricam. A Milano, invece, la scritta sarebbe stata Ad UFA con il significato di Ad Usum Fabricae Ambrosianae (con riferimento alla fabbrica del Duomo di Milano, i cui blocchi, provenienti dalla Val d'Ossola via fiume, recavano appunto tale scritta).
Per la costruzione della cattedrale di Santa Maria del Fiore (il Duomo di Firenze) il materiale proveniente da varie zone della Toscana era marcato "A U.F.O.", che significava appunto "Ad usum Florentinae Operae" e quindi esente da tasse. L'espressione si trova citata anche nel Pinocchio di Collodi.

## "A ufo"
Dall'acronimo A.U.F. tradizionalmente viene fatto derivare il modo di dire "mangiare a ufo" (o "a uffa"), variante del "mangiare a sbafo", ovvero "senza pagare", diverso da gratis per la connotazione negativa.
Secondo Giuseppe Gioachino Belli il termine originario, Auffa, romanesco per "gratuito" e derivante dalla sigla AUF, veniva effettivamente apposto sui materiali edilizi destinati alla fabbrica di San Pietro (ad usum fabricae operis, nel senso di "Opera di S. Pietro").
Altre etimologie fanno risalire l'espressione al latino ex ufficio (ex uff.) delle lettere commerciali senza dazio. Altre meno credibili dall'ebraico efes ("gratuitamente") tramite il latino offa. Secondo altri deriverebbe da Ex Uffo, sigla apposta sulla corrispondenza degli uffici di governo fiorentini che la rendeva esente da spese postali. Secondo altri A.U.F. deriverebbe da Augustus Fecit, che gli imperatori romani facevano apporre, nel periodo di ferragosto (feriae Augusti), in luoghi appositi dove il popolo poteva mangiare e bere gratuitamente.
I linguisti tuttavia ritengono queste etimologie più o meno fantasiose e prive di fondamento, presupponendo che l'espressione derivi piuttosto dal germanico ufjô ("copioso") o dall'alto-tedesco antico uf ("sopra"). Secondo Joan Corominas sarebbe un italianismo d'uso popolare, giustificato dalla grande popolarità in dialetti anche molto differenti, mentre secondo Leo Spitzer la voce è di origine onomatopeica.

## Esempi letterari
- L'espressione "a ufo" si trova anche in un passo del romanzo Pinocchio di Carlo Collodi, con il significato di "per nulla", "inutilmente" (cioè senza essere pagati). Quando il burattino, dopo essere stato impiccato dai briganti all'albero della foresta grande, viene salvato dalla Fata e accolto nella sua casa, si rifiuta come tutti i bambini capricciosi di prendere la medicina amara. In quel momento entrano nella stanza quattro conigli neri che sorreggono sulle spalle una piccola bara di legno. Allora Pinocchio, per paura di morire a causa della febbre, beve tutto d'un fiato il medicamento. "Pazienza! - dissero i conigli. - Per questa volta abbiamo fatto il viaggio a ufo. - E tiratisi di nuovo la piccola bara sulle spalle, uscirono di camera bofonchiando e mormorando fra i denti." (Capitolo XVII).
- L’espressione “a ufo” si trova anche in un passo de “I promessi sposi” di Manzoni per indicare la premura di Agnese e Perpetua nel non sperperare cibo, durante il loro soggiorno presso il castello dell’Innominato.